# Le Grand Guéridon
Le Grand Guéridon, également intitulé The Round Table (la table ronde), est une huile sur toile, peinte par Georges Braque en 1929 dans une période considérée par le critique d'art Douglas Cooper comme : « les grandes années de Braque », pendant lesquelles le peintre a réalisé une série de  Guéridons dont celui-ci et un des plus importants.
Le peintre a repris ses recherches sur ce thème l'année précédente avec Le Guéridon (1928), huile sur toile, 197,7 × 74 cm, Museum of Modern Art, New York. Le Grand Guéridon, acheté par Duncan Phillips en 1934 lors d'une exposition que Paul Rosenberg avait organisé  dans les Durand-Ruel Galleries de New York, a été prêté par la Phillips Collection pour la rétrospective Georges Braque au Grand Palais, à Paris, en 2013-2014.

## Une passion de Duncan Phillips
Réfractaire au cubisme vers le milieu des années 1920, Duncan Phillips commence à s'intéresser à Georges Braque dont Il s'« entiche » dès 1928, à partir de deux natures mortes : Prune, poire, noix et couteau, huile sur toile peinte en 1926, 22,86 × 73,025 cm qu'il paie 2 000 dollars, et Citron pêche et compotier, huile sur toile, 22,542 5 × 73,342 5 cm pour 2 600 dollars, deux œuvres qu'il extrait de sa propre galerie pour les mettre dans sa salle à manger. En 1930 il va jusqu'à payer 5 400 dollars pour Nature morte à la clarinette, (ou Nature morte avec raisins et clarinette), huile sur toile, 55,9 × 75 cm, Phillips Collection, (Still Life with Grapes and Clarinet).
Quelques années plus tard, en 1934, il découvre dans les Durand-Ruel Galleries de New York au cours de l'exposition organisée par Paul Rosenberg Le Guéridon qui deviendra Le Grand Guéridon puis The Round Table, toile peinte en 1929, qui fera la couverture de Art News la revue d'art la plus diffusée aux États-Unis.
Phillips tient absolument à acheter The Round Table, mais elle est trop chère pour lui. Il lui faudrait se séparer de deux petits Braque auxquels il tient énormément. Avec Rosenberg, il convient d'un échange : il donnera Le Lecteur de Daumier et Bord de Seine de Sisley (évaluation du lot : 20 000 dollars) en échange du Grand Guéridon.

## Le Grand Guéridon
Après Le Guéridon (1928), huile sur toile, 197 × 73 cm, appartenant au Museum of Modern Art de New York, acquis grâce au legs de Lillie P. Bliss, Braque reprend l'étude d'un thème qu'il a commencée en 1911, avec Le Guéridon (1911), fusain sur papier 63 × 48 cm, Kunstmuseum (Bâle) et Le Guéridon (1911) huile, huile sur toile, 6 348 × cm, Centre Pompidou, Paris et qu'il poursuivra peu après avec Le Guéridon (SFMOMA), huile et sable sur toile, 180,34 × 73,66 cm, musée d'art moderne de San Francisco Le Guéridon de San Francisco et avec Le Guéridon rouge (Paris), 183 × 73 cm, huile sur toile commencée en 1939, travaillée et révisée jusqu'en 1952, Musée national d'art moderne Centre Pompidou, Paris.
Avec Le Grand Guéridon, le peintre donne une ampleur nouvelle aux formes naturalistes et abstraites avec des variations sur les plans frontaux dont le déploiement masque une partie du guéridon lui-même. « Comme par un long mûrissement des formes, la lourde corolle des Guéridons de 1928-1929, soutenue par un pied tripode au caractère massif qui, pour Le Grand Guéridon de la Phillips Collection prend l'aspect d'un chapiteau dorique, s'est muée, dans les Guéridons suivants, en un gracieux calice porté par un pied à triple tige que l'étirement et la minceur conduisent aux limites de l'équilibre. »
On peut lire l'évolution du traitement de ce même thème par le peintre : l'axe de symétrie du pied de guéridon se déplace graduellement. Il devient de plus en plus discret à mesure que se différencient les éléments de la nature morte, qui disparaitront dans les Guéridons de 1936-1939 pour laisser place aux motifs ornementaux.